# قایی

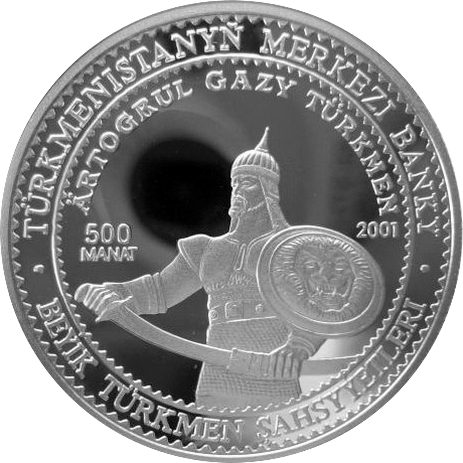
سکه منات ترکمنستان که بنای یادبود ارطغرل غازی (از روسای قبیله قایی) را در عشق‌آباد به تصویر کشیده است.

'قبیله کای یا قایی  یکی از قبایل بیست و چهارگانه ترک ها است. قایی فرزند ارشد «گون‌خان»، و گون‌خان فرزند ارشد اوغوزخان بود. امپراتوری عثمانی توسط روسای این قبیله بنیان‌گذاری شده است. کای به‌معنی محکم و طوفان بوده و نام پرندهٔ آنها شونقار (سنقر) بوده‌است.

## معرفی
ابوالغازی بهادر در کتاب شجره تراکمه و رشیدالدین فضل الله همدانی در کتاب جامع التواریخ از قایی به عنوان یکی از قبایل بیست و چهارگانه ترکان اوغوز، نام برده‌اند. نام این قبیله به معنای "قدرتمند" است.
در ایران، قبیله قایی بیشتر در منطقه ترکمن صحرا در استان گلستان ساکن هستند. و یکی از پنج شاخه اصلی گوگلان ها را تشکیل می‌دهند . گوگلان‌ها یکی از ایل های مهم ترکمن ها در ایران هستند. که به خاطر حفظ اصالت و فرهنگ خود شناخته می‌شوند.

## تاریخ
نیاکان عثمان اول، بنیان‌گذار سلسله عثمانی، از اعضای قبیله قایی بودند که همراه سایر عشایر ترکمان وارد آناتولی شدند. این قبایل ترکمان آسیای میانه، در اواسط قرن یازدهم خود را به عنوان امپراتوری سلجوقی در ایران و خاورمیانه تثبیت کردند و پس از نبرد ملازگرد با شکست امپراتوری بیزانس و تحت فشار قرار دادن آنها در طول قرن دوازدهم، تقریبا سراسر آناتولی را فتح کردند. غازی‌ها علیه امپراتوری روم شرقی و سپس مغول‌ها پس از استقرار امپراتوری ایلخانان در ایران و بین النهرین که در نیمه قرن سیزدهم به آناتولی حمله کرده بودند جنگیدند. با تضعیف سلجوقیان روم، بیگ‌نشین‌های مستقل آناتولیایی - که یکی از آنها تحت رهبری عثمان‌یکم بود - در آناتولی ظهور کردند.